# Adrasto (troiano)
Adrasto (in greco antico: Ἄδραστος?, Ádrastos) è un personaggio della mitologia greca, un giovane guerriero troiano, probabilmente di nobile famiglia, dato che Omero scrive che suo padre (del quale tuttavia non fa il nome) era molto ricco. 

## Mitologia
Adrasto combatteva su un carro senza essere coadiuvato da aurighi ed a tradirlo furono proprio i cavalli, che in una battaglia durante una manovra si imbizzarrirono sbalzandolo dal cocchio e facendolo ruzzolare su un terreno fangoso. Fece per rialzarsi, ma Menelao gli puntò la sua lancia alla gola.
Il giovane troiano si dichiarò suo prigioniero sperando di aver salva la vita, poiché il padre sarebbe stato disposto a pagare un riscatto per liberarlo. Menelao stava per cedere, ma Agamennone, suo fratello, gli ricordò i torti commessi dai Troiani nei loro confronti. Menelao così sospinse il prigioniero verso Agamennone, che lo colpì con la spada ad un fianco uccidendolo.